# Pinus hwangshanensis
Pinus hwangshanensis (лат.) — вид растений рода Сосна (Pinus) семейства Сосновые (Pinaceae). Ареал распространения находится в Китае, вид встречается в смешанных лесах на высоте от 500 до 2500 метров над уровнем моря. Не находится под угрозой исчезновения. Древесина отличается высоким качеством и используется для различных целей; вид также культивируется в качестве бонсай.

## Ботаническое описание
Вечнозелёное дерево высотой до 45 метров с диаметром ствола до одного метра. Ствол прямой или немного извилистый. Кора ствола серо-коричневая до тёмно-серой, грубая и чешуйчатая, распадается на крупные пластины с глубокими трещинами. Ветви первого порядка сначала длинные и раскидистые, но со временем укорачиваются. Более мелкие, восходящие ветви растут густо и образуют плоскую или куполообразную крону. Игольчатые веточки голые, более или менее гладкие, бледно-желтовато-коричневые.
Шишки цилиндрической формы, длиной 10-15 миллиметров, шириной 5-7 миллиметров, смолистые. Чешуйки бутона растут прижатыми друг к другу и имеют красноватый или бордовый цвет. Хвоинки растут попарно в постоянном тонком игольчатом чехле длиной 5-10 миллиметров. Хвоя тёмно-зелёная, прямая или слегка изогнутая, иногда всего 5, в основном от 10 до 17 сантиметров длиной и от 0,6 до 1 миллиметра шириной, тонкая, гибкая, слегка скрученная и заострённая. Края мелко зазубрены. На каждой стороне иглы имеются мелкие стоматы. Хвоя остаётся на дереве в течение трёх-четырех лет.
Пыльцевые шишки растут по спирали; короткие цилиндрические, длиной 1,5-2 сантиметра, изначально жёлтые с красноватым оттенком, позже красновато-коричневые. Семенные шишки растут поодиночке или редко попарно на коротких цветоножках, длинной от 3 до 6 сантиметров, в закрытом состоянии узкояйцевидные. Они раскрываются в конце зимы и достигают ширины от 2,5 до 5 сантиметров, после чего долгое время остаются на дереве. Семенные чешуи шоколадно-коричневые, тонко одревесневшие, жёсткие, удлинённые, находятся в середине крупных шишек длиной около 2,5 сантиметров и шириной 1,3 сантиметра. Апофиз ромбический или с закругленным верхним краем. Она плоская, поперечно килеватая, слегка морщинистая и блестящая светло-коричневого цвета. Умбо широко эллиптический, вдавленный и вооружен узким, постоянным шипом. Семена тёмно-коричневые, эллиптически-яйцевидные, 5-6 миллиметров в длину, слегка сплюснутые. Семенное крыло длиной от 15 до 20 миллиметров.
Число хромосом 2n = 24.

## Распространение и среда обитания
Естественный ареал вида находится в Китае в провинциях Аньхой, Фуцзянь, центральной Гуанси, Гуйчжоу, южной Хэнань, Хубэй и Чжэцзян. Произрастает в горных, листопадных смешанных лесах на открытой местности на горных склонах и хребтах на высоте от 500 до 2500 метров. Данный тип леса встречается в основном к северу от широколиственных вечнозелёных лесов с большой переходной зоной. Вид также доминирует на больших высотах южнее, где вечнозелёные леса в долинах и на равнинах были вытеснены сельским хозяйством. Наиболее распространённые лиственные деревья, встречающиеся в этой среде, — представители семейства буковых (Fagaceae).

## Систематика и история исследований
Впервые вид был описан в 1936 году Хсиа Вэй Йингом в книге «Материалы Института ботаники Национальной академии Пейпинга», том 4, страница 155. Вид имеет сходство с видами Pinus luchuensis из Японии и Pinus taiwanensis из Тайваня, но отличается от них постоянным шипом на умбо вдавленной семенной чешуи. Кроме того, почки у него темнее, чем у Pinus taiwanensis. Синонимами вида являются Pinus luchuensis Mayr var. hwangshanensis C.L.Wu и Pinus luchuensis Mayr subsp. hwangshanensis W. Y.Hsia. Видовой эпитет hwangshanensis относится к горам Хуаншань в южной части провинции Аньхой.

## Использование
Древесина отличается высоким качеством и достаточной прочностью, что позволяет использовать её для строительства домов и мостов, а также для изготовления железнодорожных шпал. Из древесины также изготавливают панели, напольные покрытия и другие бытовые и промышленные изделия, фанеру и целлюлозу. Лесные плантации встречаются только на юго-востоке Китая. Вид культивируется в качестве бонсай в Восточной Азии.